# Madrugada (album 1974)
Madrugada è il primo album di rock progressivo pubblicato nel 1974 dal gruppo musicale Madrugada. L'album è stato poi riproposto nel 2006 su supporto CD con l'aggiunta di inserti grafici, note critiche e biografiche e di quattro bonus track (due brani dal vivo, una versione demo di uno dei brani presenti nel disco, un brano sinfonico strumentale inedito).

## Tracce
1. Madrugada I – 1:09
2. Camminar – 5:44
3. Vieni nella strada – 4:52
4. Uomo Blue – 4:10
5. D.M.T. – 6:01
6. Mandrax – 6:46
7. Madrugada II – 5:51

## Formazione
- Gianfranco Pinto - Fender Rhodes, organo Hammond, pianoforte, sintetizzatore, eminent, vibrafono, celeste, voce
- Alessandro "Billy" Zanelli - basso, voce
- Pietro Rapelli - batteria, percussioni, voce

Altri musicisti
- Mauro Paoluzzi - chitarra acustica nel brano 4.